# Body of Proof
Body of Proof (El cuerpo del delito en España) es una serie de televisión de drama forense y detectivesco creada por Chris Murphey y producida por ABC Studios. Está protagonizada por Dana Delany y Jeri Ryan.

## Argumento
La carrera de la brillante neurocirujana Megan Hunt se ve truncada por un accidente de tráfico, el cual le deja poco a poco sin fuerzas en las manos. Ahora que ya no puede salvarles la vida a los pacientes, decide utilizar sus conocimientos médicos para convertirse en una médica forense y resolver así importantes crímenes en la ciudad de Filadelfia. Aunque es extraordinaria en su trabajo, su reputación la supera allá donde vaya, puesto que no existe límite que no cruce para llegar al fondo de un asunto. Su jefa (Dr. Kate Murphy) siempre la respalda, mientras no pise demasiado fuerte en los lugares equivocados. Aunque reconoce su profesionalidad, al detective Bud Morris no le gustan sus métodos, pero los respeta. Afortunadamente, la doctora Hunt también tiene algún fan, entre ellos el médico forense Peter Dunlop, su habitual compañero durante sus investigaciones.

## Renovación
Después de haber empezado como una nueva serie de hemitemporada en el 2011, en mayo del mismo año la productora ABC Studios anunció la renovación para una segunda temporada para el período 2011/2012.
El 11 de mayo de 2012 la serie fue renovada para una tercera temporada de 13 episodios. La ABC canceló la serie después de tres temporadas.

## Reparto

### Personajes principales
| Actor                    | Personaje                              | Descripción |
| ------------------------ | -------------------------------------- | --- |
| Dana Delany              | Dra. Megan Hunt                        | Ex-neurocirujana y ahora médica forense. Megan Hunt fue una brillante neurocirujana mundialmente reputada hasta que un accidente de coche le cambió la vida impidiéndole seguir trabajando en el quirófano: entonces se dio cuenta de que a causa de su trabajo estaba perdiendo a su hija, y el accidente hizo que recapacitase y decidiera luchar por ella. Ahora utiliza su amplios conocimientos médicos y su instinto de investigadora para resolver crímenes que siguen sumidos en el misterio y ayudar a llevar al culpable ante la justicia. |
| Nicholas Bishop          | Peter Dunlop                           | Ex-policía y ahora investigador médico-legal. Después de que una bala le atravesara el hombro durante un robo en una tienda, Peter dejó de trabajar en las calles e ingresó en un centro de rehabilitación. Como colega y confidente de la Dra. Megan Hunt, Peter investiga los crímenes más misteriosos de Filadelfia junto a uno de los examinadores médicos más brillantes del país. Este personaje muere tras intentar salvar la vida a Megan Hunt en la segunda temporada de la serie.                                                          |
| Jeri Ryan                | Dr. Kate Murphy                        | Jefe Médica Forense y superior de Megan. Primera mujer Jefe Médica Forense en la historia de Filadelfia. |
| John Carroll Lynch       | Detective de homicidios Bud Morris     | Un cabeza dura, veterano de la División de Homicidios de Filadelfia, lucha por la justicia en las calles de Filadelfia mientras libra una batalla personal en casa: arreglar su relación con su esposa, la cual en la segunda temporada se queda embarazada. Es habitual que se enfrente con la Dra. Hunt debido a sus diferentes puntos de vista sobre la escena del crimen y los casos en los que trabajan, pero en el fondo él sabe que la doctora siempre lleva la razón.                                                                        |
| Sonja Sohn               | Detective de homicidios Samantha Baker | Compañera de Bud Morris, llena de energía y muy inteligente. A diferencia de Morris, ella es más amistosa con Megan y respeta su forma inusual de trabajar. |
| Geoffrey Arend           | Dr. Ethan Gross                        | Miembro de Patología Forense. Ethan es el compañero más joven y más entusiasta que trabaja en la Oficina del Médico Forense y alrededor de la Dra. Megan Hunt. |
| Windell D. Middlebrooks† | Dr. Curtis Brumfield                   | Jefe Adjunto Médico Forense. Curtis es un médico forense inteligente y capaz cuya bravuconería oculta su amor por su trabajo. Suele molestarse con Megan por su arrogancia hacia él, aún sabiendo que es su superior. |
| Mark Valley              | Detective Tommy Sullivan               | Después de que Megan Hunt le salvará la vida una vez en el quirófano cuando ella todavía era neurocirujana, tuvieron relaciones por un corto período, rompieron por el trabajo de Tommy, este accedió a trabajar como detective de homicidios del cuerpo de Philadelphia, por una parte lo aceptó para estar cerca de Megan Hunt, y, por otra fue porque cometió un delito en New York. |
| Elyes Gabel              | Detective Adam Schaeffer               | Compañero mujeriego de Tommy, Tommy tiene gran confianza en este personaje, en el capítulo 30 admitió: Dejaría mi vida en sus manos si hiciera falta. |

### Recurrentes
| Actor               | Personaje                 | Descripción       |
| ------------------- | ------------------------- | ----------------- |
| Jeffrey Nordling    | Todd Fleming              | Exesposo de Megan |
| Mary Matilyn Mouser | Lacey Fleming             | Hija de Megan     |
| Joanna Cassidy      | Jueza Joan Hunt           | Madre de Megan    |
| Cliff Curtis        | Agente del FBI Derek Ames |                   |